# 薩米利奇
51°23′37″N 23°55′10″E / 51.39361°N 23.91944°E
薩米利奇（烏克蘭語：Самійличі），是烏克蘭的村落，位於該國西部沃倫州，由科韋利區負責管轄，面積0.84平方公里，海拔高度167米，2001年人口398，人口密度每平方公里476.65人。